# Општина Черника (Илфов)
Черника (рум. Cernica) општина је у Румунији у округу Илфов.
Oпштина се налази на надморској висини од 49 m.